# Monte Piana
Pour les articles homonymes, voir Piana (homonymie).
Le Monte Piana est une montagne des Dolomites d'une altitude de 2 324 mètres. La montagne se situe dans le parc naturel des Tre Cime, entre les Tre Cime di Lavaredo et le lac de Misurina.
À son sommet passe la limite entre la région Vénétie et la région du Trentin-Haut-Adige qui correspond à la frontière qui séparait en 1753 la république de Venise à l'empire d'Autriche. Désormais, la majeure partie de la montagne est située dans la province de Belluno (Vénétie). Le Monte Piana fut le théâtre d'affrontements pendant la Première Guerre mondiale entre l'armée italienne et l'armée austro-hongroise, et il est aujourd'hui un véritable musée à ciel ouvert, où il l'on peut visiter le champ de bataille situé sur son sommet. Celui-ci a été en grande partie réaménagé et reconstruit grâce au travail des Alpini de certaines associations de volontaires, qui ont nettoyé des détritus et remis en état un grand nombre de tranchées, de galeries et de redoutes.

## Toponymie
Le nom de la montagne, dû à sa forme (piano signifie « plat »), est ancien. Monteplana est cité parmi les biens attribués au monastère Campo Gelau (San Candido) par l'empereur Otton II dans un document daté de 970 environ, qui redistribuerait une ancienne dotation du duc bavarois Tessilon.

## Géographie
Le Monte Piana s'élève entre l'extrême nord de la province de Belluno et celle de Bolzano, précisémement entre les communes d'Auronzo di Cadore et de Dobbiaco. La montagne a une forme rectangulaire et massive qui donne au nord sur la vallée de la Rienza, et à l'ouest sur le val di Landro, au sud sur le val Popena Bassa et à l'est sur le val Rimbianco. Le versant ouest surplombe le lac de Landro, recueillant l'eau du Rio Val Fonda, qui surgit à l'ouest dans le val di Landro.
Cette montagne ne présente pas les caractéristiques morphologiques de la plupart des montagnes des Dolomites qui l'entourent, son sommet étant pratiquement plat et constitué de deux petits sommets, l'un au sud nommé Monte Piana, et l'autre au nord nommé Monte Piano, qui était occupé par les Austro-hongrois pendant la Première Guerre mondiale. Ces deux sommets sont séparés par la forcetta dei Castrati (2 201 m). Du sommet, la vue porte à 360° sur les montagnes environnantes ; au nord le Monte Rudo et ses pentes de la Croda dei Rondoi sont séparés du Monte Piana par les gorges de la vallée du Rienza.
Le Monte Piana est entouré des Tre Cime di Lavaredo, du Monte Cristallo, de la Croda dei Rondoi, et du plateau de Prato Piazza. La structure orographique est simple, entièrement dolomitique, avec une stratification presque entièrement horizontale. Le Monte Piana est isolé de tous les côtés par des pentes raides et des falaises qui révèlent l'origine tectonique des ravins profonds environnants, représentatifs des vallées de la région. Le seul versant facilement accessible est celui orienté sud-est, lui aussi très raide mais raccordé à la zone du col des Saline par des pentes escarpées recouvertes de pins de montagnes.
Le sommet versant nord est occupé par un petit plateau long d'environ deux kilomètres et large en son point maximum d'environ 700 mètres, divisé en deux secteurs bien distincts par un affaissement appelé « Forcella dei Castrati » d'où descend vers le val Rimbianco le vallon du même nom. L'environnement est entièrement rocheux, accidenté et karstique. Il est totalement dénué de sources d'eau et de végétation si l'on exclut les rares pins de montagne et les quelques plantes alpines qui chaque année offrent une belle floraison printanière.
Le plateau méridional est globalement plus large et plus facilement accessible que le plateau nord. Il culmine à 2 324 mètres sur un piton rocheux peu marqué situé à proximité de la Pyramide Carducci, un monument singulier dédié au poète et compositeur de l'Ode al Cadore, détruit pendant la guerre et reconstruit en 1923. Le plateau septentrional est légèrement plus bas, surplombant le lac de Landro et entouré sur trois côtés de parois verticales. Empli de galeries et de tranchées, il fut le théâtre de combats acharnés dans un espace à peine plus grand qu'un terrain de football.

## Histoire

### XIXesiècle
En 1866, à la suite de la troisième guerre d'Indépendance italienne, l'Autriche fut contrainte de céder la Vénétie, mais conserva le contrôle sur la frontière et les points les plus élevés le long de la frontière, garantissant ainsi un avantage sur le plan militaire. Une commission paritaire décida que, sur le Monte Piana, la frontière coïnciderait avec l'ancien traité de 1753, qui séparait la république de Venise de l'archiduché d'Autriche, laissant à l'Autriche le val Rienza. C'était, le long de la frontière, le seul endroit où l'Italie avait un avantage militaire : le plateau sommital était aux deux tiers en possession de l'Italie, les pentes les moins raides étaient toutes en faveur de l'Italie et le mont lui-même représentait un véritable point de vue sur le val di Landro et donc une position avantageuse pour une éventuelle avancée militaire vers la Sella di Dobiaco et ensuite le val Pusteria.
Pendant les guerres napoléoniennes (1792 à 1815), tout le val Pustiera fut le théâtre d'affrontements et Dobbiaco passa pendant une brève période (1809-1814) sous contrôle italien. Au cours de la deuxième moitié du XIXe siècle, avec l'unification de l'Italie et le calme généralisé en Europe après la guerre franco-prussienne, Dobbiaco devint une destination touristique grâce à l'ouverture de la ligne ferroviaire Vienne-Val Pustiera (Südbahnlinie). En 1871, avec la construction d'un hôtel de la même Südbahngesellschaft (aujourd'hui centre culturel et de congrès, grand hôtel), la réputation de Dobbiaco comme endroit de cure et de villégiature augmenta considérablement.
Les Autrichiens n'ont jamais baissé la garde sur le Monte Piana, bien qu'il devint surtout une destination touristique, et dès les premières années suivant la création de la frontière avec l'Italie, ils barrèrent totalement l'accès vers le lac di Landro juste après le hameau de Carbonin (Schluderbach) avec des ouvrages fortifiés soutenus par de l'artillerie enterrée positionnée sur le Monte Rudo et sur le Monte Specie.

### Première Guerre mondiale
À la déclaration de guerre de l'Italie à l'Autriche-Hongrie le 24 mai 1915, les Italiens envoyèrent sept à huit bataillons entre San Candido et Stelvio. Le Monte Piana rentrait dans le secteur opérationnel de la 4e armée du lieutenant-général Luigi Nava. C'est sur le Monte Piana que moururent les premiers soldats italiens de la guerre, qui furent tués à 8 h 30 le 24 mai, par une salve d'artillerie de canons autrichiens situés sur le Monte Rodo. Environ 14 000 soldats de chaque camp moururent sur la montagne, sans qu'aucune partie ne réussisse à l'emporter pendant deux ans de conflit. Le 3 novembre 1917, les positions italiennes sur le Piana furent abandonnées pour se replier et se repositionner sur le Monte Grappa, dans une tentative de résister à l'offensive austro-hongroise de Caporetto.

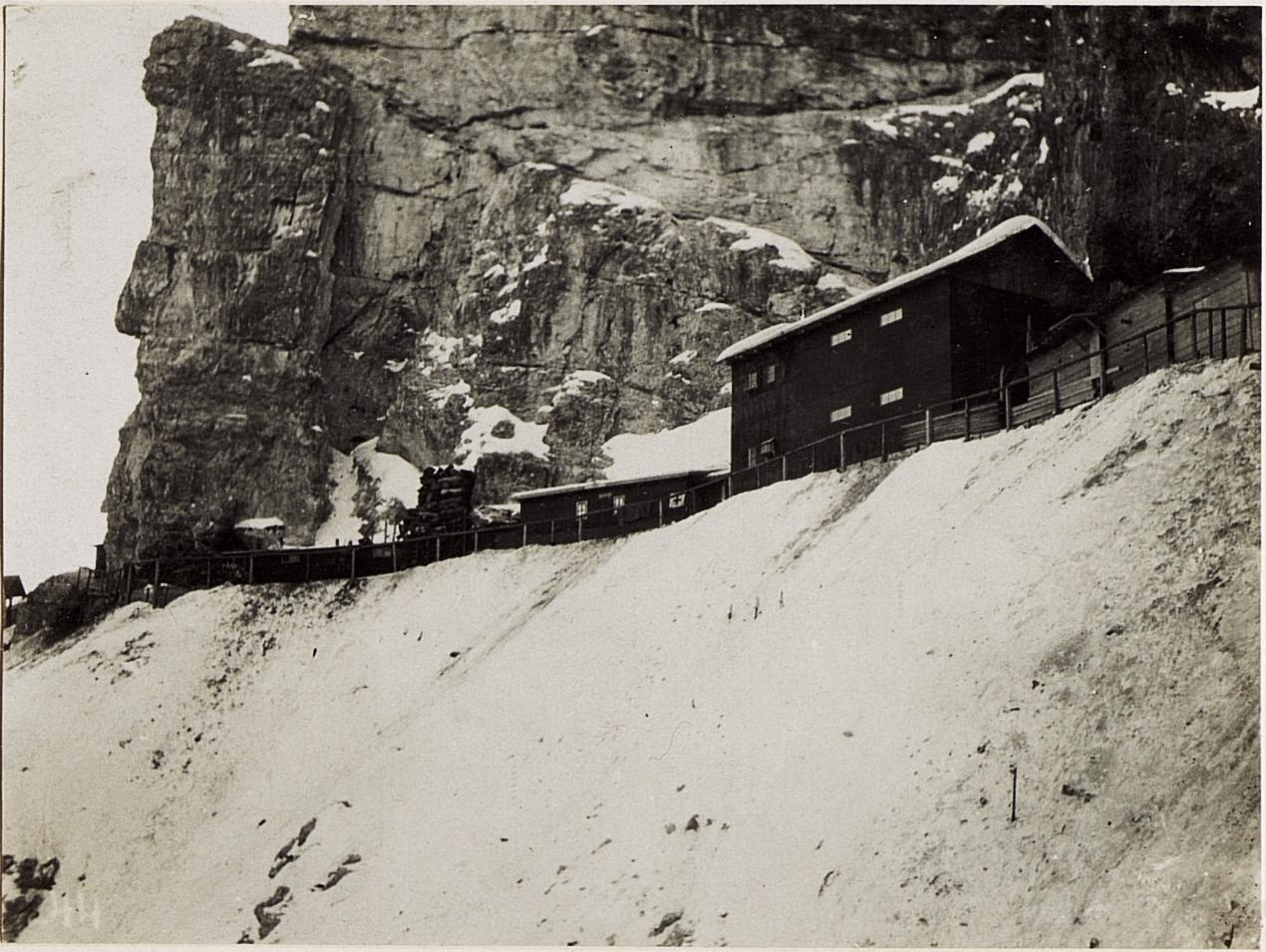
Abris de la Grande Guerre sur les pentes du Monte Piana.
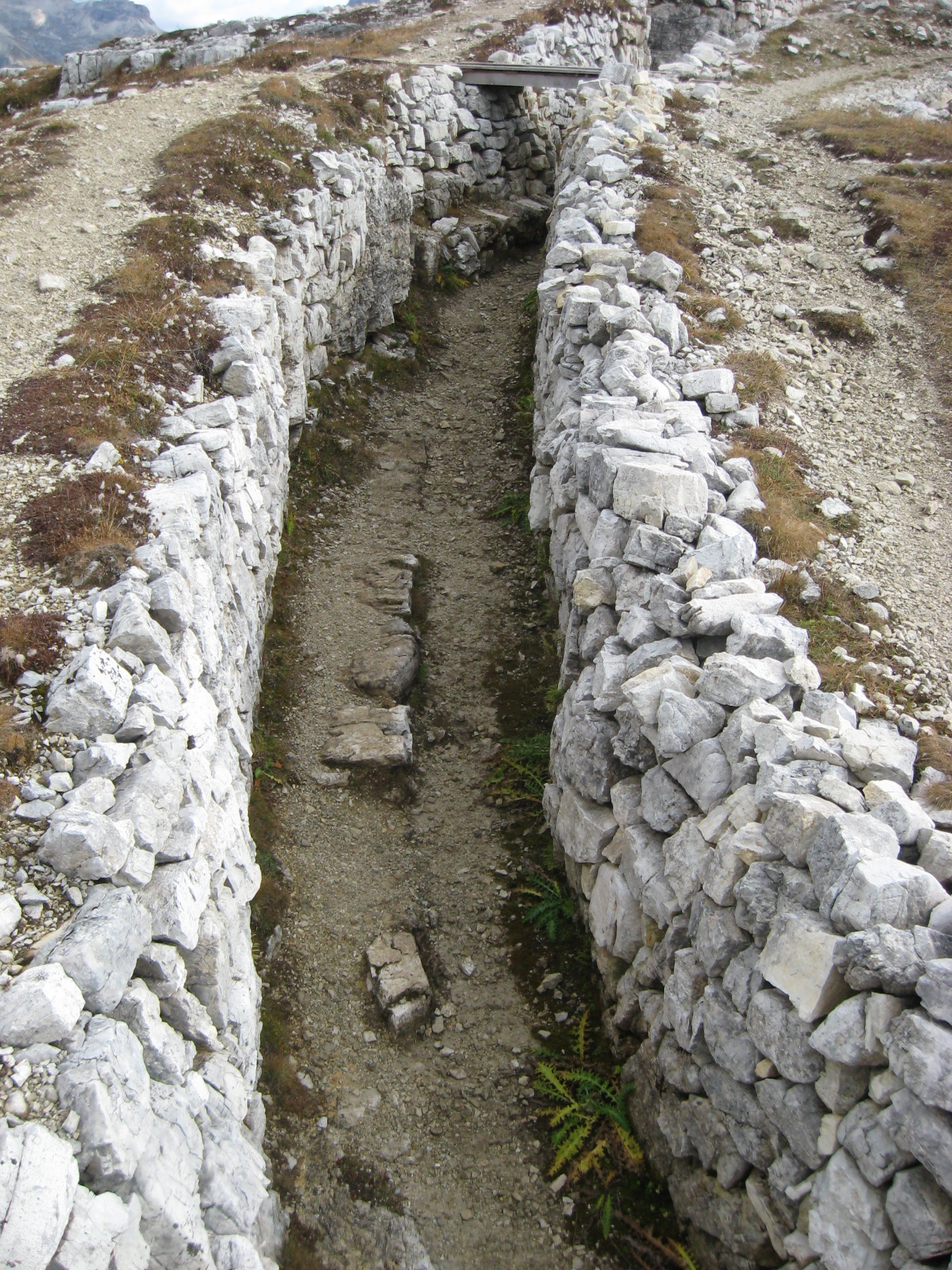
Tranchée datant de la Première Guerre mondiale.
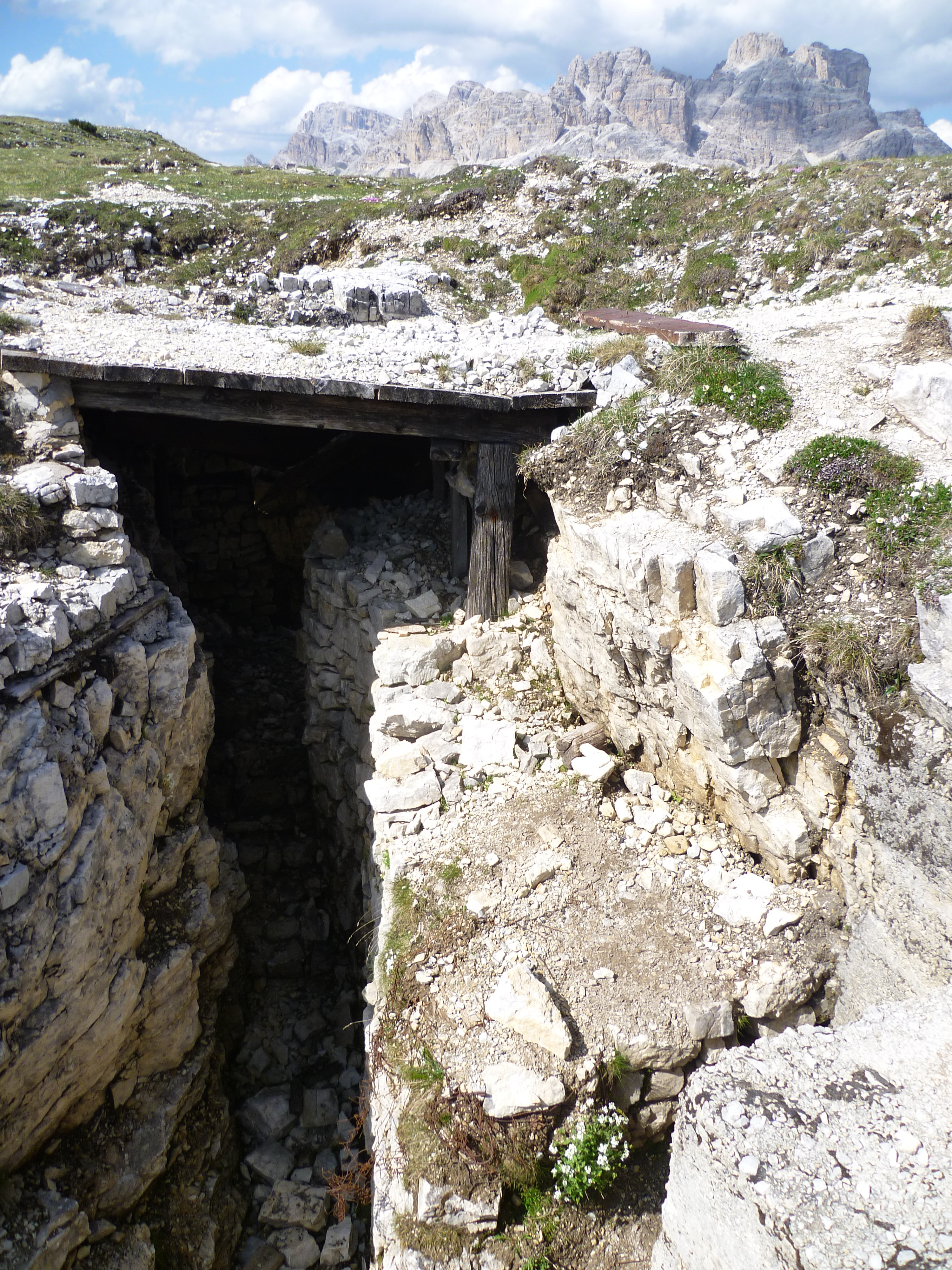
Tranchée datant de la Première Guerre mondiale.
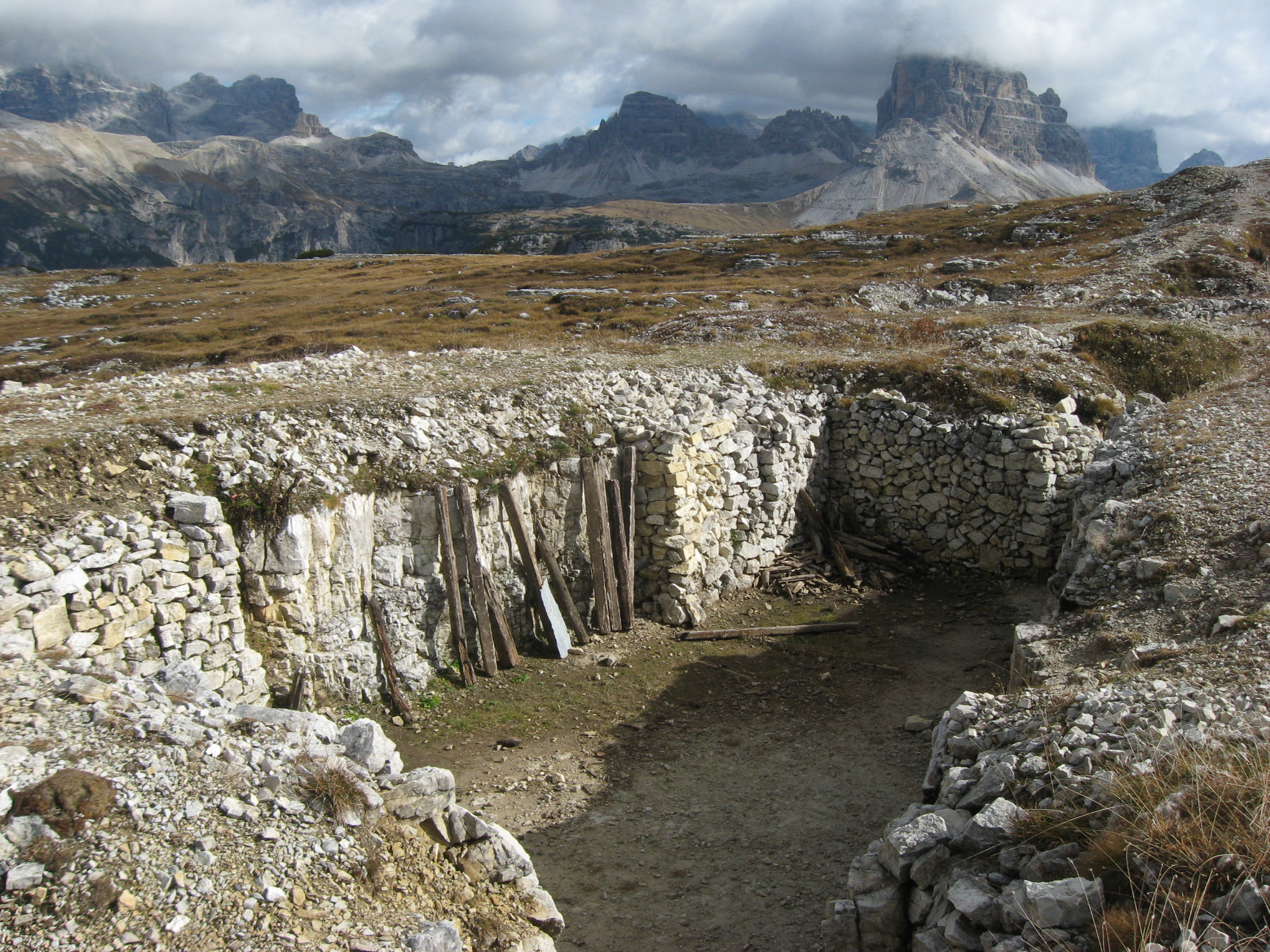
Tranchée datant de la Première Guerre mondiale.
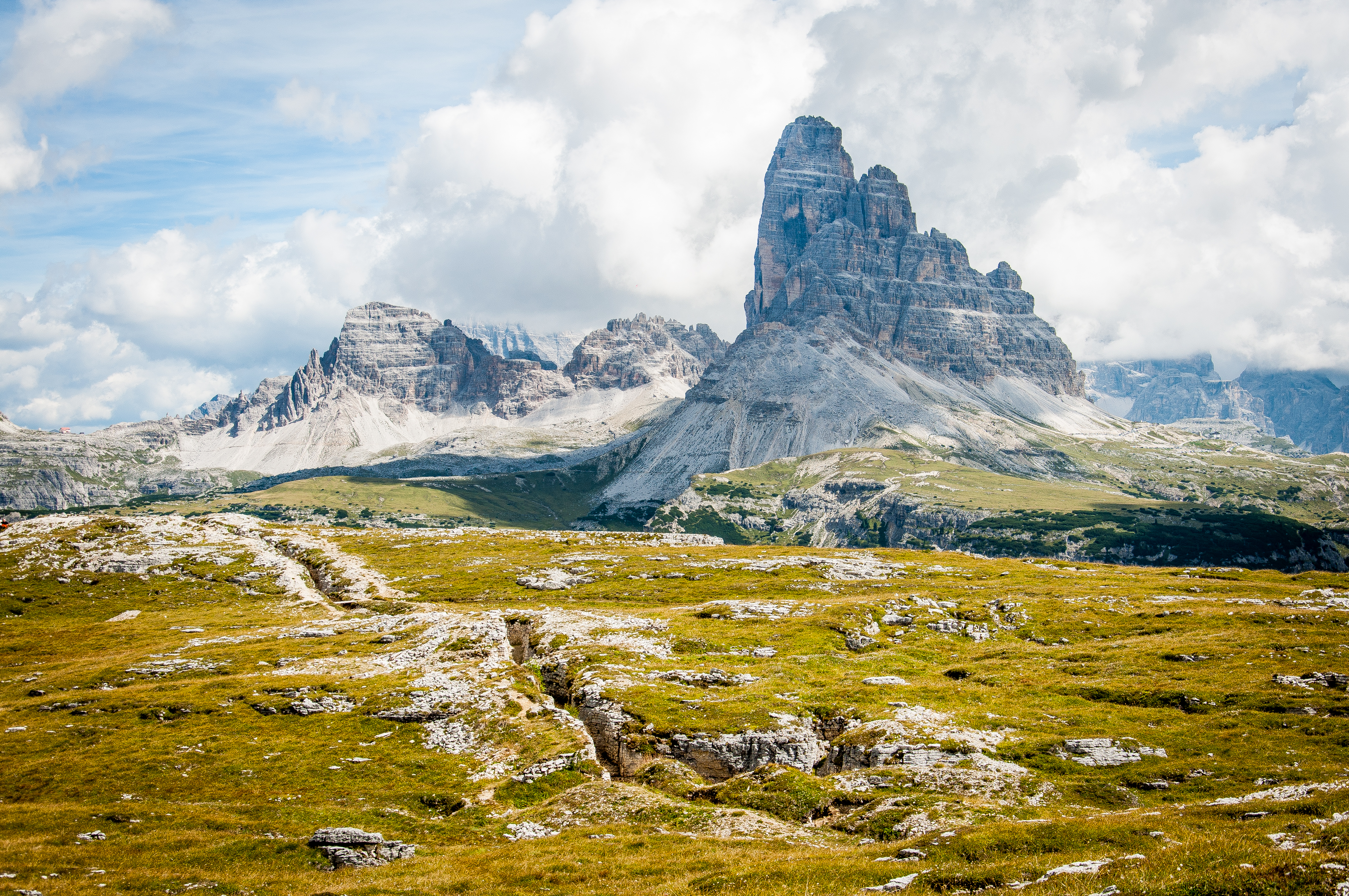

### Après-guerre
Entre 1977 et 1981, à l'instigation du colonel autrichien Walter Schaumann, a été construit le Museo Storico all'aperto di Monte Piana (« Musée historique à ciel ouvert du Monte Piana »), accessible gratuitement à tous. Les travaux pour la restauration des tranchées furent réalisés par le groupe Dolomitenfreunde (« Les amis des Dolomites ») avec la reconstruction des sentiers, des tranchées, des galeries et des marches d'époque. Chaque année depuis 1983, un travail de restauration des tranchées est effectué durant la première quinzaine d'août. Il est réalisé par des volontaires italiens et autrichiens.

### Refuge Angelo Bosi
En 1962, Giovanni de Francesch acquit un complexe de plusieurs baraquements, qui constituaient pendant la Première Guerre mondiale le commandement italien dans cette région du front, et y construit ce qui est encore aujourd'hui le seul point de restauration du Monte Piana, le refuge Angelo Bosi, baptisé en hommage au major du 55e régiment d'infanterie qui perdit la vie en 1915 pendant des affrontements. Le refuge présente désormais sur les façades extérieures des plaques commémoratives qui rappellent les combats qui se sont déroulés dans ce mouchoir de poche. À côté du refuge a été construite une chapelle dédiée aux morts de la bataille. Et, à l'intérieur du refuge, un petit musée privé rassemble des objets de mémoire de la guerre.

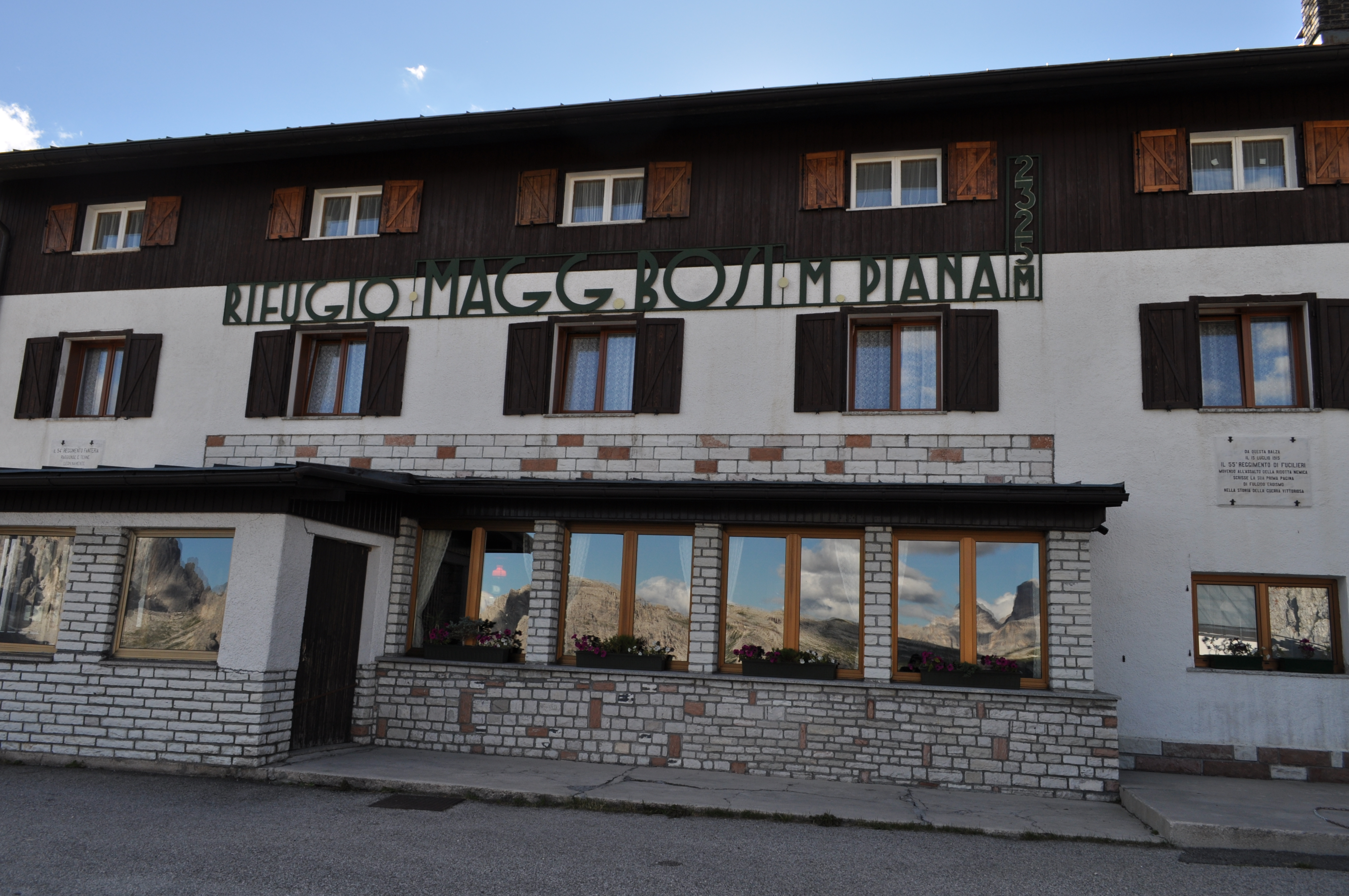
Le refuge Angelo Bosi.
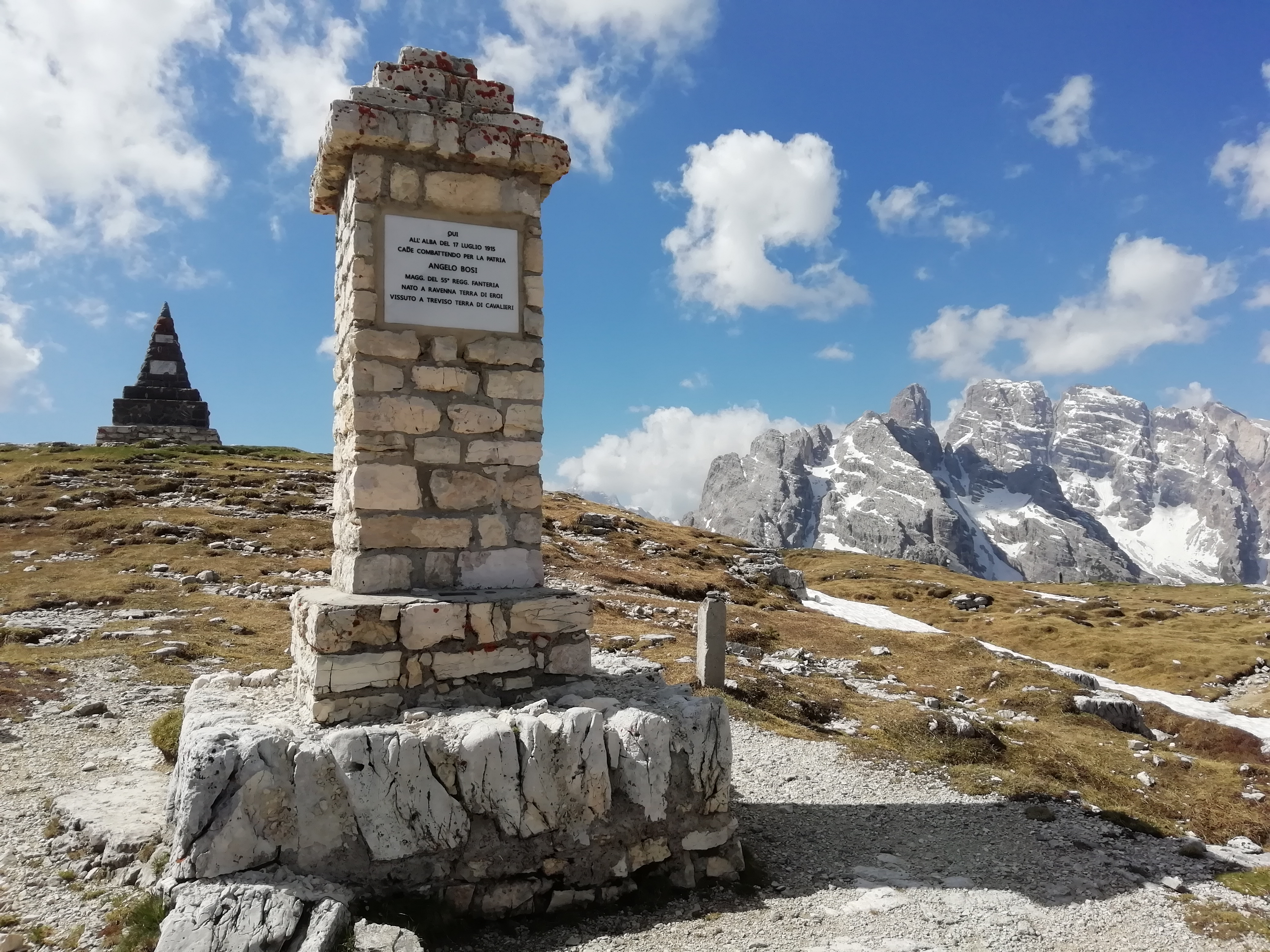
Cippe en mémoire d'Angelo Bosi.

## Randonnée

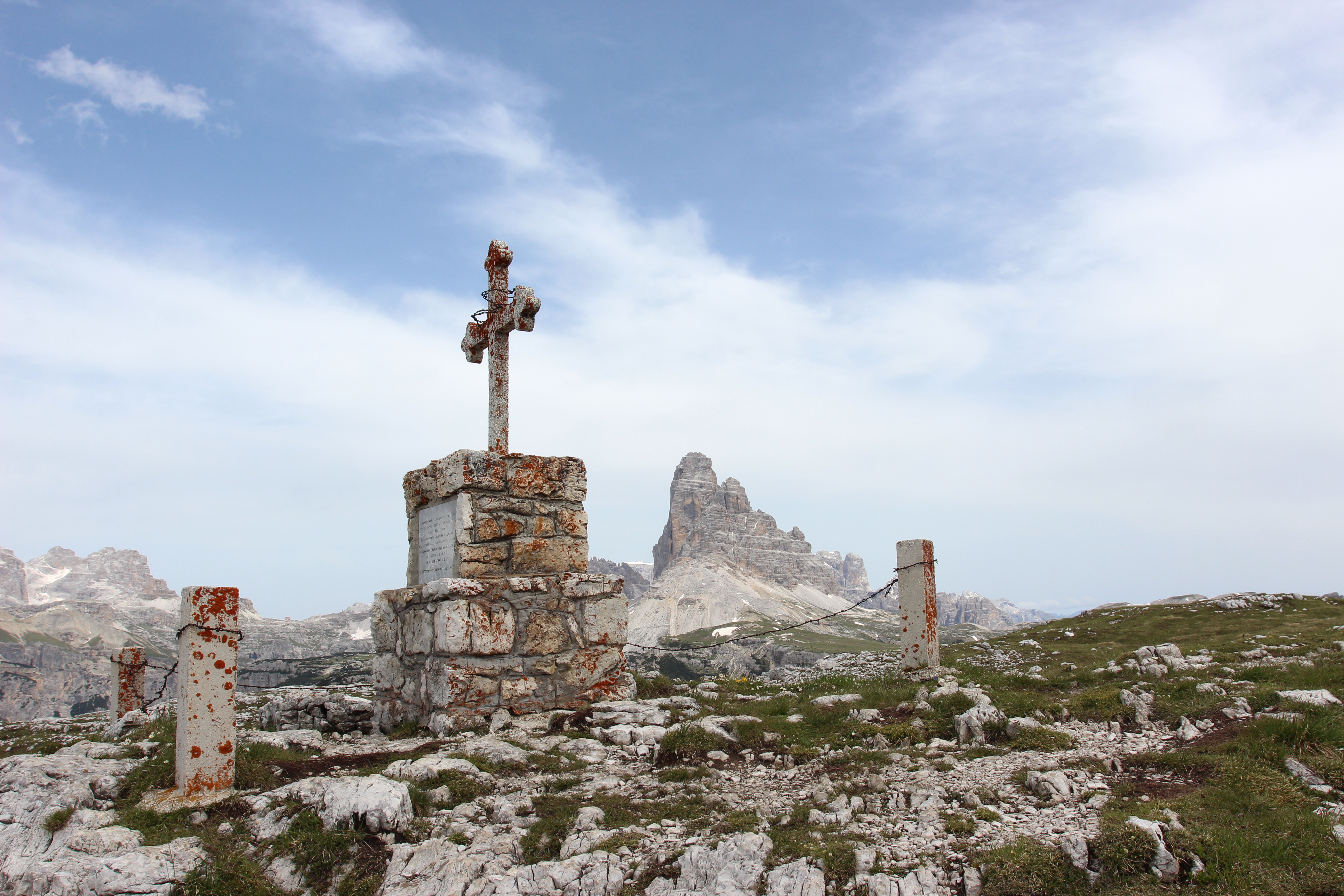
Croix commémorative.

Les voies d'accès au Monte Piana sont multiples, les sentiers de difficultés variées.
De la Strada Misurina – Tre cime di Lavaredo (20 minutes en navette, 1 heure à 1 heure 30 à pied, 450 mètres de dénivelé) : le sommet est accessible par une route facile et partiellement goudronnée, qui a été fermée au trafic en 1998, même pour les vélos. Cette route mène directement au refuge Angelo Bosi. Un service de navettes est malgré tout disponible, qui, depuis le lac de Misurina, remonte l'ancienne tortueuse route militaire. Cette route a été, dans sa partie finale, creusée dans la roche. Elle est au total longue de 6 kilomètres et compte un dénivelé de 565 mètres.
De Landro (environ 3 heures, dénivelé d'environ 900 mètres) : le premier accès à pied est l'ancien sentier sur la route militaire du versant autrichien, qui part du versant nord du lac de Landro, et ressort par le sentier des Pionniers (Pionerweg). Passé le torrent Rienza on suit le sentier et en environ 45 minutes on arrive au pied du Monte Piano, d'où part un sentier en serpentin, menant aux premiers baraquements autrichiens.